# دالي لويس
دالي لويس هو لاعب هوكي الجليد كندي، ولد في 28 يوليو 1952 في إدمونتون في كندا.

## وصلات خارجية
- دالي لويس على موقع دوري الهوكي الوطني (الإنجليزية)
- دالي لويس على موقع EliteProspects.com (الإنجليزية)
- دالي لويس على موقع HockeyDB.com (الإنجليزية)
- دالي لويس على موقع Hockey-Reference.com (الإنجليزية)